# Mycalesis anaxias
Mycalesis anaxias (Engels: White-bar Bushbrown) is een dagvlinder uit de subfamilie Satyrinae, de zandoogjes en erebia's.
De vlinder komt voor in het Oriëntaals gebied en vliegt van zeeniveau tot een hoogte van 1700 meter in berggebied.